# Eva Husson
Eva Husson   (Le Havre, 1977) és una directora de cinema i guionista françesa. Va signar el seu primer llargmetratge, Bang Gang (una història d'amor moderna), en 2015.

## Biografia
Eva Husson va néixer en el si d'una família d'origen espanyol formada per exiliats republicans que van col·laborar en la resistència francesa durant la Segona Guerra Mundial. Entre els seus familiars, el seu besoncle Albert Masó i March va ser un conegut membre del POUM a Espanya, del qual va assumir la secretaria general durant el seu exili a França. A París, en plena ocupació alemanya, va crear un servei de defensa format per antics membres del POUM. Aquesta història familiar va ser el motor del guió de Filles del sol, que explora el tema de la resistència a l'opressió feixista.

### Formació
Husson va estudiar en el American Film Institute. El seu curtmetratge de graduació, Hope to Die (2004), va ser nominat als Student Academy Awards de la American Society of Cinematographers i projectat en diversos festivals: Tribeca, Deauville, Los Angeles, etc.

##### Actriu
Amb només 14 anys va interpretar el paper de Julie en la pel·lícula Els Romantiques de Christian Zarifian en 1994. Després va aparèixer en La revolució sexual no va tenir lloc de Judith Cahen, en 1999.
En 2013 va dirigir un mediometratge titulat Aquells per als qui sempre és complicat. Aquesta comèdia en anglès, rodada a la Vall de la Mort en 5 dies amb 3 actors, inclòs el seu pròxim col·laborador Morgan Kibby, va realitzar gires per festivals i va ser transmesa pel canal Art en 2014.
En 2015, després de 6 anys de treball en el guió, va dirigir el seu primer llargmetratge, Bang Gang (una història d'amor moderna), produït per Didar Domehri. La pel·lícula va ser seleccionada per a competir en el Festival Internacional de Cinema de Toronto (TIFF), el Festival de Cinema de Londres, el Festival de Cinema Europeu dels Arcs i el Festival de Cinema de Jerusalem. L'associació Promouvoir va exigir que la pel·lícula fos prohibida per a menors de 18 anys. En 2015, es va inspirar en la lluita de combatents kurds, captius i esclavitzats pels seus enemics, i la resistència de les seves dones van protagonitzar la seva segona pel·lícula, Els Filles du soleil . Està filmada a Geòrgia de setembre a novembre 2017, amb Golshifteh Farahani i Emmanuelle Bercot . Va ser seleccionada en competició oficial en el 71 Festival de Cannes 2018, però va ser un fracàs de crítica i públic..
És membre del col·lectiu 50/50 que té com a objectiu promoure la igualtat entre dones i homes i la diversitat al cinema i l'audiovisual .

## Filmografia
| Año  | Película                                    | Papel                                                  | Notas         |
| ---- | ------------------------------------------- | ------------------------------------------------------ | ------------- |
| 1994 | Los románticos de Christian Zarifian        | Actriu (Julia)                                         | Llargmetratge |
| 1999 | La revolución sexual no sucedió             | Actriu (Eva)                                           | Llargmetratge |
| 2004 | esperanza de morir                          | Director, guionista, productor                         | Curtmetratge  |
| 2013 | Aquellos para quienes siempre es complicado | Director, guionista, productor, director de fotografía | Mediometratge |
| 2015 | Bang Gang (una historia de amor moderna)    | Directora, guionista                                   | Llargmetratge |
| 2018 | Hijas del sol                               | Directora, guionista                                   | Llargmetratge |
| 2021 | Domingo de cuidados maternales              | Director                                               | Llargmetratge |

## Reconeixements
- Festival de Cinema de Cannes 2018: competició oficial amb Els Filles du soleil
- Festival de Cinema de Cannes 2021: selecció oficial anés de competició amb Mothering Sunday